# Liam Gallagher: As It Was
Liam Gallagher: As It Was, noto come As It Was, è un docufilm del 2019 diretto da Gavin Fitzgerald e Charlie Lightening e incentrato sulla figura del cantautore Liam Gallagher.
La pellicola racconta la rinascita artistica e professionale di Liam Gallagher, dallo scioglimento dei Beady Eye, nell'ottobre 2014, fino al successo del suo primo album da solista, As You Were (2017), con interviste e immagini inedite anche del dietro le quinte e con molteplici riferimenti al periodo successivo allo scioglimento degli Oasis, avvenuto nel 2009.
Il docufilm è stato diffuso nei cinema britannici e irlandesi contestualmente al singolo Shockwave il 5 giugno 2019 e in DVD e Blu-ray il 10 giugno 2019.